# 黒内障
黒内障（こくないしょう）とは、眼球自体には特に器質的な異常が認められないのにもかかわらず、重度の視力障害が発生したり、失明状態に陥ったりする状態の総称である。先天性のものもあれば、後天性のものもあり、原因も様々である。

## レーバー先天性黒内障
レーバー先天性黒内障とは、ドイツ人眼科医のテオドール・レーバーが報告した、先天性の視力障害である。なお、日本語表記では、レーベル先天性黒内障などとも書かれる場合がある。
レーバー先天性黒内障の患者に網膜電位図検査を行うと、患者の網膜において視細胞の活動がほとんど見られないことが判る。レーバー先天性黒内障の原因遺伝子は複数存在しており、様々なタイプの遺伝子異常によって発生することが知られている。
なお、レーバー先天性黒内障の患者は、黒内障とは別に白内障などを合併している症例も見られる。

## 後天性の黒内障
例えば、頚動脈に何らかの原因で発生した動脈硬化に伴う血管の狭窄が存在すると、一過性の黒内障が起こる場合がある。この狭窄部に形成された血栓が血流で流され、それが網膜への動脈を塞栓した結果、網膜への血流が途絶えることによって黒内障になると考えられている。その後、この血栓が溶かされて網膜への血流が再開することによって網膜への血流途絶は一時的なもので終わり、結果としてこのような原因で発生した黒内障は永続的なものではなく、一時的な黒内障で終わるのが通常なのだろうと考えられている。